# Camelia Hotea
Camelia Hotea (născută Balint, 27 octombrie 1984, în Baia Mare) este o handbalistă din România care joacă pentru CS Minaur Baia Mare și echipa națională a României, pe postul de extremă stânga.
În 2007, ea a fost declarată Cetățean de onoare al municipiului Baia Mare.

## Palmares
- Cupa Cupelor:
  - Turul 3: 2014

- Cupa EHF:
  - Semifinalistă: 2016
  - Optimi: 2009, 2015
  - Turul 4: 2008, 2010
  - Turul 2: 2017

- Cupa Challenge EHF:
  - Finalistă: 2003
  - Optimi: 2005

- Liga Națională:
  - Medalie de argint: 2014
  - Medalie de bronz: 2015, 2016

- Cupa României:
  - Finalistă: 2013
  - Semifinalistă: 2007, 2014

- Campionatul Național de Junioare II
  -  Câștigătoare: 2001

## Titluri individuale
- Jucătorul anului la HCM Baia Mare: 2003, 2007[3]
- Sportivul anului în județul Maramureș: 2007[3]